# 13643 Такусі
13643 Такусі (13643 Takushi) — астероїд головного поясу, відкритий 21 квітня 1996 року.
Тіссеранів параметр щодо Юпітера — 3,369.